# Koda Kumi Driving Hit's 4
Albums de Kumi Kōda
Japonesque
(2012)
Remix par Kumi Kōda
Koda Kumi Driving Hit's 3
(2011) Beach Mix
(2012)
Koda Kumi Driving Hit's 4 est le 4e album remix de Kumi Kōda, sous le label Rhythm Zone, sorti le 14 mars 2012 au Japon. Il contient 18 pistes. Il arrive 13e à l'Oricon. Il se vend à 9 595 exemplaires la première semaine et reste classé 6 semaines pour un total de 13 745 exemplaires vendus durant cette période.

## Liste des titres
| 1.  | Poppin' love cocktail feat. TEEDA ［TeddyLoid Remix］                      |  |
| 2.  | Hot Stuff feat. KM－MARKIT [Electlixxx vs. HEAVENS WiRE D'n'B Remix]       |  |
| 3.  | Love Me Back [Sunset In Ibiza Dubstep Remix]                               |  |
| 4.  | Teaser feat. Clench＆Blistah [Caramel Pod Dubstep Remix]                   |  |
| 5.  | Melting [DJ OMKT & MJ Remix]                                               |  |
| 6.  | Megumi no Hito [THE LOWBROWS Remix] (め組のひと)                           |  |
| 7.  | Juicy [Pink Chameleons Remix]                                              |  |
| 8.  | Slow feat. Omarion [Prog5 vs. FUTURE HOUSE UNITED Remix]                   |  |
| 9.  | Kiseki [GTS SH Club Mix] (奇跡)                                            |  |
| 10. | Ai wo Tomenaide ［World Sketch Remix] (愛を止めないで)                     |  |
| 11. | Aishô [Shohei Matsumoto & Junichi Matsuda Remix] (愛証)                    |  |
| 12. | Walk [soichi Òno Remix]                                                    |  |
| 13. | Won't Be Long [United Colors Remix]                                        |  |
| 14. | BUT [KOZM® Remix]                                                          |  |
| 15. | Butterfly [TeddyLoid Remix]                                                |  |
| 16. | You [KOZM® Remix]                                                          |  |
| 17. | Suki de, Suki de, Suki de. [AILI's Warmy Remix] (好きで、好きで、好きで。) |  |
| 18. | Love Me Back [The Young Punx! Remix] (Bonus track)                         |  |